# Eva Longoria
Eva Jacqueline Longoria (Corpus Christi (Texas), 15 maart 1975) is een Amerikaans actrice. Ze werd in 2006 genomineerd voor een Golden Globe voor haar rol als Gabrielle Solis in de televisieserie Desperate Housewives.
Longoria verwierf voor het eerst bekendheid op televisie in de soap The Young and the Restless. In de jaren 2000 werd ze erg bekend in de Verenigde Staten nadat ze verscheen in diverse reclamecampagnes, nadat ze nummer 14 werd in de FHM "Sexiest Women 2008" poll en nadat ze op de cover kwam van diverse internationale vrouwenbladen zoals Vogue, Marie Claire en Harper's Bazaar. In 2018 kreeg ze een ster op de Hollywood Walk of Fame.

## Biografie

### Jeugd
Longoria werd geboren als dochter van Mexicaans-Amerikaanse ouders (Tejano's). Ze werd katholiek opgevoed. Longoria is de jongste uit een gezin met vier dochters en groeide op samen met haar zussen op de ranch van haar ouders.
Longoria wilde oorspronkelijk een model worden en zond foto's naar een modellenbureau, maar werd afgewezen omwille van haar lengte (1.55m). Longoria ging naar de Marvin P. Baker Middle School en later naar de Roy Miller High School waarna ze haar Bachelor of Science in kinesiologie behaalde aan de nabijgelegen Texas A&M University-Kingsville. In deze periode won ze in 1998 de titel van Miss Corpus Christi, USA. Nadat ze haar studies had afgerond deed Longoria mee aan een talentenwedstrijd die haar naar Los Angeles in Californië bracht. Kort daarop tekende ze een contract bij een casting agent.

### Carrière
Longoria speelde eenmalige gastrolletjes in Beverly Hills, 90210 en General Hospital. In The Young and the Restless speelde Longoria voor het eerst een personage dat in meer afleveringen voorkwam. Ze maakte haar filmdebuut in Snitch'd, die in 2003 direct op dvd uit kwam. Een jaar later verscheen ze voor het eerst op het witte doek in Carlita's Secret.
Longoria speelde van 2004 tot 2012 als Gabrielle een van de hoofdpersonages in de televisieserie Desperate Housewives.
In 2008 opende Longoria een restaurant in West Hollywood met de naam Beso, wat staat voor "kus" in het Spaans. Samen met haar business partner Todd English opende ze een tweede Beso steakhouse in Las Vegas in december 2009. The Hollywood Beso moet de focus worden van een pilootaflevering voor de celebritysoap genaamd Beso: Waiting on Fame op VH1 einde 2010 in Amerika. In april 2010 lanceerde Longoria haar eerste parfum, "Eva by Eva Longoria".
In oktober 2010 werd bekendgemaakt dat Longoria de MTV Europe Music Awards 2010 in Madrid zou presenteren.

### Privéleven

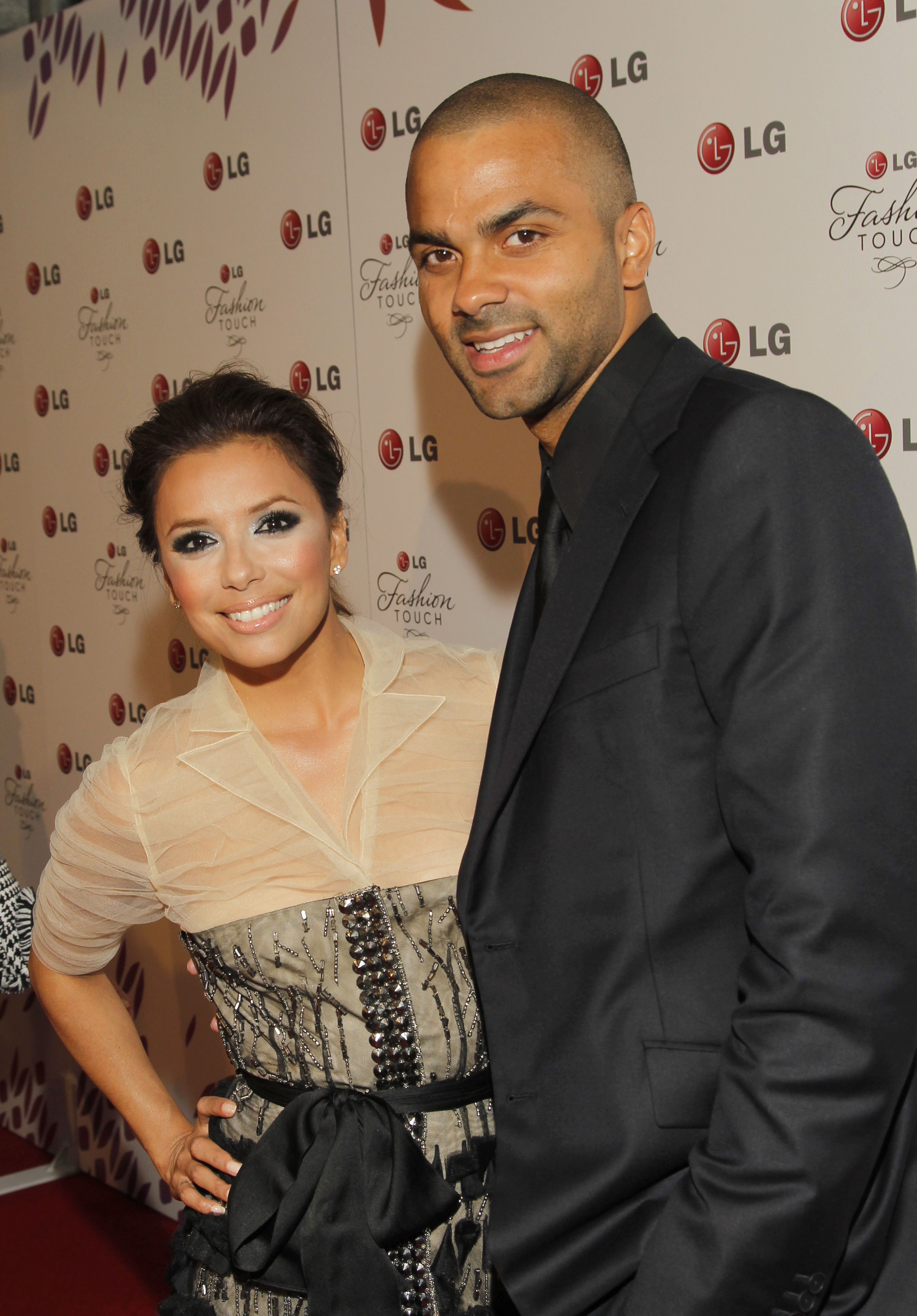
Eva met haar voormalige echtgenoot Tony Parker

Longoria was van 2001 tot 2005 getrouwd met acteur Tyler Christopher. Ze trouwde op 6 juli 2007 in Parijs met basketballer Tony Parker van de San Antonio Spurs, geboren in Brugge. Na het burgerlijke huwelijk volgde een  rooms-katholieke dienst in de Saint-Germain l'Auxerroiskerk, eveneens in Parijs. Ze voegde na het huwelijk zijn achternaam toe aan de hare en heette toen voluit Eva Longoria Parker. Op 16 november 2010 diende Longoria echter echtscheidingspapieren in te Los Angeles op basis van "onverzoenbare verschillen". Ze besloot tevens om vervolgens alleen haar geboortenaam te gebruiken. Op 31 januari 2011 was de scheiding definitief.
Op 21 mei 2016 trouwde Longoria opnieuw, dit keer met José Antonio Bastón.

## Filmografie
| Jaar | Titel                                          | Rol                      | Noten   |
| ---- | ---------------------------------------------- | ------------------------ | ------- |
| 2003 | Snitch'd (direct op dvd)                       | Gabby                    |         |
| 2004 | Señorita Justice (direct op dvd)               | Det. Roselyn Martinez    |         |
| 2004 | The Dead Will Tell (televisiefilm)             | Jeanie                   |         |
| 2004 | Carlita's Secret                               | Carlita / Lexus          |         |
| 2005 | Hustler's Instinct                             |                          |         |
| 2005 | Harsh Times                                    | Sylvia                   |         |
| 2006 | The Sentinel                                   | Jill Marin               |         |
| 2007 | The Heartbreak Kid                             | Consuela                 |         |
| 2008 | Over Her Dead Body                             | Katherine "Kate" Spencer |         |
| 2008 | Lower Learning                                 | Rebecca Seabrook         |         |
| 2011 | Arthur Christmas                               | Chef De Silva            | Stemrol |
| 2011 | Without Men                                    | Rosalba                  |         |
| 2012 | For Greater Glory: The True Story of Cristiada | Tulita Gorostieta        |         |
| 2012 | The Baytown Outlaws                            | Celeste                  |         |
| 2013 | Crazy Kind of Love                             | Marion                   |         |
| 2014 | Frontera                                       | Paulina                  |         |
| 2015 | Any Day                                        | Jolene                   |         |
| 2016 | Lowriders                                      | Gloria Alvarez           |         |
| 2018 | Overboard                                      | Theresa                  |         |
| 2019 | Dora and the Lost City of Gold                 | Elena                    |         |
| 2020 | Sylvie's Love                                  | Carmen                   |         |
| 2022 | Unplugging                                     | Jeanine Dewerson         |         |

| Jaar        | Titel                      | Rol                      | Noten |
| ----------- | -------------------------- | ------------------------ | --- |
| 2000        | Beverly Hills, 90210       | Flight Attendant #3      | "I Will Be Your Father Figure" (Seizoen 10, aflevering 19) |
| 2000        | General Hospital           | Brenda Barrett Lookalike | "aflevering dated 25 September 2000" |
| 2001 – 2003 | The Young and the Restless | Isabella Braña Williams  | "aflevering #1.7136" "aflevering #1.7142" "aflevering #1.7149" "aflevering #1.7261" |
| 2003 – 2004 | Dragnet                    | Det. Gloria Duran        | "Daddy's Girl" (Seizoen 2, episode 1) "Coyote" (Seizoen 2, aflevering 2) "17 in 6" (Seizoen 2, aflevering 3) "The Magic Bullet" (Seizoen 2, aflevering 4) "Slice of Life" (Season 2, aflevering 5) "Abduction" (Seizoen 2, aflevering 6) "Frame of Mind" (Seizoen 2, aflevering 7) "Retribution" (Seizoen 2, aflevering 8) "Riddance" (Seizoen 2, aflevering 9) "Killing Fields" (Seizoen 2, aflevering 10) |
| 2004 – 2012 | Desperate Housewives       | Gabrielle Solis          | Hoofdrol |
| 2006        | George Lopez               | Brooke                   | "George Vows to Make Some Matri-Money" (Seizoen 5, aflevering 19) |
| 2008        | Children's Hospital        | The New Chief            | "Episode #1.10" (Seizoen 2, aflevering 10) |
| 2014 – 2015 | Brooklyn Nine-Nine         | Sophia Perez             | 4 afleveringen (seizoen 2) |

## Prijzen en nominaties
| Jaar | Resultaat   | Prijs                      | Categorie                                                                 | Film of serie                           |
| ---- | ----------- | -------------------------- | ------------------------------------------------------------------------- | --------------------------------------- |
| 2002 | gewonnen    | ALMA Awards                | Outstanding Actress in a Daytime Drama                                    | The Young and the Restless              |
| 2006 | gewonnen    | ALMA Awards                | Person of the Year                                                        |                                         |
| 2007 | gewonnen    | Bambi Award                | TV Series International                                                   | Desperate Housewives                    |
| 2005 | genomineerd | DVD Exclusive Awards       | Best Actress (in een DVD Première film)                                   | Carlita's Secret                        |
| 2006 | genomineerd | Golden Globe Award         | Best Performance by an Actress in a Television Series - Musical or Comedy | Desperate Housewives                    |
| 2005 | genomineerd | Imagen Foundation Awards   | Best Actress - Television                                                 | Desperate Housewives                    |
| 2007 | genomineerd | Imagen Foundation Awards   | Best Actress - Television                                                 | Desperate Housewives                    |
| 2007 | gewonnen    | People's Choice Awards     | Favorite Female TV Star                                                   | Desperate Housewives                    |
| 2005 | gewonnen    | Screen Actors Guild Awards | Outstanding Performance by an Ensemble in a Comedy Series                 | Desperate Housewives (Shared with cast) |
| 2006 | gewonnen    | Screen Actors Guild Awards | Outstanding Performance by an Ensemble in a Comedy Series                 | Desperate Housewives (Shared with cast) |
| 2007 | genomineerd | Screen Actors Guild Awards | Outstanding Performance by an Ensemble in a Comedy Series                 | Desperate Housewives (Shared with cast) |
| 2008 | genomineerd | Screen Actors Guild Awards | Outstanding Performance by an Ensemble in a Comedy Series                 | Desperate Housewives (Shared with cast) |
| 2009 | genomineerd | Screen Actors Guild Awards | Outstanding Performance by an Ensemble in a Comedy Series                 | Desperate Housewives (Shared with cast) |
| 2005 | genomineerd | Teen Choice Awards         | Choice TV Actress: Comedy                                                 | Desperate Housewives                    |
| 2005 | gewonnen    | Teen Choice Awards         | Choice TV Breakout Performance - Female                                   | Desperate Housewives                    |
| 2006 | genomineerd | Teen Choice Awards         | TV - Choice Actress: Comedy                                               | Desperate Housewives                    |
| 2007 | genomineerd | Teen Choice Awards         | TV - Choice Actress: Comedy                                               | Desperate Housewives                    |
| 2010 | genomineerd | Teen Choice Awards         | Choice Female Red Carpet Icon                                             | Haarzelf                                |

- Biblioteca Nacional de España: XX4762952
- Bibliothèque nationale de France: cb15589954z (data)
- Gemeinsame Normdatei: 142429023
- International Standard Name Identifier: 0000 0001 1772 7298
- Library of Congress Control Number: no2005108199
- MusicBrainz: 8462c58d-6f22-4ede-964d-aba80c89e48f
- Nationale Bibliotheek van Tsjechië: js20070216011
- Nationale Bibliotheek van Polen: a0000002273500
- Système universitaire de documentation: 124062199
- Virtual International Authority File: 84261437
- WorldCat: E39PBJfrRxfdX9V6cQffGjbDbd